# Rosa Piazza
Rosa Piazza (Venezia, 1844 – 1914) è stata un'educatrice italiana ed una delle figure più importanti del movimento emancipazionista veneto.

## Biografia

### Gioventù
Rosa Piazza nasce a Venezia nel 1844, vive quindi la sua gioventù durante il Risorgimento. Quando Piazza è già una donna formata culturalmente e inserita nei circoli progressisti tra Padova e Venezia, il Veneto viene annesso al Regno d'Italia, 1866. Durante quell'epoca molte persone credevano nella lotta per ottenere riforme sociali, Piazza stessa era coinvolta in questa corrente di ideali e tesseva rapporti con svariate personalità accomunate dalla volontà di innovazione sociale. 
Nel 1873, all'età di 29 anni, viene dichiarata idonea all'insegnamento della pedagogia nelle scuole normali e magistrali del Veneto; è stata la prima donna ad ottenere questo riconoscimento, tanto che le diciture del verbale sono state modificate al femminile perché il modulo esisteva solamente al maschile. 

### Attività editoriale
Nel 1868 a Padova, collabora alla redazione del giornale La donna e a Venezia scrive ne L’educazione moderna, organo ufficiale dei giardini infantili in Italia fondato da Adolfo Pick nel 1869. 
Tiene vari incontri sulla diffusione del metodo educativo del pedagogista tedesco Friedrich Froebel, per cui è ricordata come esperta conferenziera per la capacità di attrarre l’attenzione degli ascoltatori, uno dei più famosi incontri fu a Padova nel 1871 nella sala della Società d'incoraggiamento. Nel 1870, a Padova, fa stampare Dalla educazione ed istruzione della donna italiana e Pensieri di Rosa Piazza, un libretto in cui approfondisce temi già trattati in La donna (tra cui l’educazione femminile, la religione, il lusso e altri), i suoi pensieri risultano in contrasto con la mentalità dell’epoca e ne emergono anche riferimenti alla vita privata.
Inoltre traduce dal francese Lettere d'un contadino d'Alsazia a un senatore sopra l'Istruzione obbligatoria di Jean Macé nel quale discute l'innalzamento dell'obbligo scolastico, in quegli anni fissato a 9 anni. 

### Impatto nell'educazione
Piazza, segnata dalla formazione rigida dei conventi, si mostra dubbiosa nei confronti di quel tipo di educazione: ne critica infatti l'aspetto eccessivamente tradizionalista e quindi poco aperto al progresso. Tuttavia non rinnega mai il ruolo della religione, ovvero quello di guidare la donna verso valori come l'amore, l'onestà e l'uguaglianza.
Emerge il suo impegno per l'emancipazione femminile e per il diritto all’educazione, infatti riconosce l'importanza di una donna istruita per la società perché “sulle ginocchia della donna si formano le novelle generazioni”.
Riconosce, inoltre, l'importante ruolo che la donna ha come insegnante: secondo Piazza, una maestra deve saper svolgere il ruolo di seconda madre, ovvero essere affettuosa e indulgente, ma allo stesso tempo severa per poter formare l'allievo al meglio delle sue capacità; allo stesso modo ritiene che le tecniche scolastiche possano essere emulate dalla famiglia.
Nel 1873 ottiene l'abilitazione all'insegnamento della pedagogia nelle scuole, senza aver frequentato il corso di studi adatto, grazie al Ministro dell'Istruzione Rezasco che le aveva dato il proprio sostegno.
Rosa Piazza ottiene molte posizioni di prestigio: direttrice della scuola magistrale femminile di Padova e a seguire per 25 anni della Scuola superiore femminile "G. B. Giustinian". Nel 1891 apre la Scuola professionale femminile "Vendramin Corner" grazie alla collaborazione di Guglielmo Stella, direttore della Scuola veneta d'Arte.

## Opere
- Della educazione ed istruzione della donna italiana di Rosa Piazza. Italia, Tipografia e stereotipia alla Minerva dei F.lli Salmin, 1870.